# Stu Martin
Stu Martin (Liberty, 11 juni 1938 - Parijs, 12 juni 1980) was een Amerikaanse jazzdrummer.

## Biografie
Martin begon in 1956 met drummen. Spoedig trad hij op met de orkesten van Quincy Jones, Duke Ellington, Count Basie, Slide Hampton en Maynard Ferguson. Hij was ook betrokken bij de (verloren gegane) eerste opname Maiden Voyage van Herbie Hancock. Tussen 1965 en 1966 werkte hij in Europa met Donald Byrd, Lee Konitz, Art Farmer, Jean-Luc Ponty, Don Byas en Dexter Gordon.
Hij keerde terug naar de Verenigde Staten om zich te voegen bij het Gary Burton Quartet, maar ging echter met Barre Phillips en Attila Zoller weer terug naar Europa, waar hij ook speelde met Joachim Kühn, Red Mitchell en Slide Hampton. In oktober 1969 werd hij lid van The Trio, waarin hij samenwerkte met de saxofonist John Surman en de bassist Barre Phillips. Met deze band trad hij zeer succesvol op in het Verenigd Koninkrijk, Ierland, Frankrijk, Duitsland, België, Nederland, Oostenrijk, Tsjecho-Slowakije en Zwitserland, zowel tijdens clubconcerten als ook bij alle belangrijke festivals. Na twee jaar werd de band ontbonden om zich echter later in gewijzigde vorm met Albert Mangelsdorff en Dieter Feichtner weer te verenigen. Martin speelde daarnaast in de band Ambush met Barre Phillips en Peter Warren als bassist en de saxofonist Charlie Mariano, maar nam echter ook het album Where Fortune Smiles op met John McLaughlin, Dave Holland en Karl Berger. Hij was ook te vinden in de band van Charles Mingus en in het kwartet van Albert Mangelsdorff.

## Overlijden
Stu Martin overleed in juni 1980 op 42-jarige leeftijd.

## Discografie
- 1970: Michel Portal / John Surman / Barre Phillips / Stu Martin / Jean-Pierre Drouet Alors!!! (Futura Records)
- 1970: The Trio (1970) met Barre Phillips en John Surman (Dawn Records)
- 1971: Siegfried Kessler / Gus Nemeth / Stu Martin Solaire (Futura Records)
- 1974: Stu Martin / John Surman Live at Woodstock Town Hall (Pye Records, ed. 1975)
- 1977: Mumps A Matter of Taste Musik Produktion Schwarzwald met Albert Mangelsdorff, John Surman, Barre Phillips
- 1979: Sunrise (Marge) met Gérard Marais, Claude Barthélemy, ed. 1980)